# Jules Bruguière
Jules Bruguière CM (chinesisch 包儒略; * 12. August 1851 in Nant, Zweite Französische Republik; † 19. Oktober 1906 in Zhengding, Kaiserreich China) war ein französischer römisch-katholischer Geistlicher, Missionar und Bischof.

## Leben
Jules Bruguière wurde 1851 in Nant geboren. Er trat am 16. Dezember 1872 den Lazaristen bei und legte am 17. Dezember 1874 die Profess ab. Am 26. Mai 1877 wurde er zum Priester geweiht. Am 5. Oktober 1877 kam er in Shanghai in China an.
Nach seiner Ankunft in China predigte Jules Bruguière zunächst in Zhengding in der Provinz Zhili. Am 6. Juni 1890 wurde Jean-Baptiste-Hippolyte Sarthou, der ehemalige Apostolische Vikar von Südwest Chi-Li, in das Apostolische Vikariat Nord Chi-Li versetzt. Papst Leo XIII. ernannte ihn am 29. Juni 1891 zum Titularbischof von Cinna und Apostolischen Vikar von Südwest Chi-Li. Jean-Baptiste-Hippolyte Sarthou CM, Apostolischer Vikar von Nord Chi-Li, weihte ihn am 13. Dezember 1891 in Zhengding zum Bischof. Bei der Weihe assistierten die beiden Lazaristenpaters Jean-Baptiste-François-Joseph Delemasure und Justin-Guillaume Lescure.